# Parti démocratique du Kurdistan
Pour les articles homonymes, voir Parti démocratique du Kurdistan (homonymie) et KDP.
 (juin 2017).
Si vous disposez d'ouvrages ou d'articles de référence ou si vous connaissez des sites web de qualité traitant du thème abordé ici, merci de compléter l'article en donnant les références utiles à sa vérifiabilité et en les liant à la section « Notes et références ».
Le Parti démocratique du Kurdistan (PDK ; en anglais, Kurdistan Democratic Party ou KDP) est un parti politique kurde irakien, dirigé par l'actuel président du gouvernement régional du Kurdistan, Netchirvan Barzani. 
Au niveau international, le parti est affilié à l'Alliance mondiale des démocrates.

## Histoire

### Aux origines: la République de Mahabad
La première action du PDK a été celle d'aller soutenir ses compatriotes Kurdes ayant proclamé, en janvier 1946, sous influence soviétique, la République de Mahabad. Barzanî et ses hommes, en majorité issus du clan de Barzan, se rendent alors à l'Est du Kurdistan en 1946, où ils assisteront en fin d'année à la chute de la République de Mahabad et à l'exécution des leaders, dont Qazi Mihemed. Barzani et ses hommes, surnommés les Peshmerga (littéralement : ceux qui font face à la mort) se réfugient alors en URSS, où ils resteront jusqu'à leur retour en 1958.

### Fondation
Le Parti démocratique du Kurdistan d'Irak est constitué en 1946, sur le modèle du Parti démocratique du Kurdistan d'Iran, et sur recommandation de Mustafa Barzanî. Le parti s'inspire, dans son programme, du marxisme-léninisme. Il affirme l'existence d'une nation kurde opprimée et se donne pour objectif de travailler pour son droit à l'autodétermination. En revanche, ses objectifs immédiats concernent la démocratisation de l'Irak. Il ne revendique pas une indépendance ni l'unité du Kurdistan, mais un statut d'autonomie régionale, dans le cadre d'un Etat arabo-kurde démocratique.

### Lutte contre le gouvernement irakien
À son retour en Irak, le général Barzani rassemble des hommes sous son commandement pour un seul objectif : l'autonomie. Il mène une lutte contre le gouvernement irakien du général Abdel Karim Kassem), puis de ses successeurs, à partir de 1961. 

#### Le renversement de la monarchie (1958) et le régime de Kassem
Lorsque Abdul Karim Kassem, le 14 juillet 1958, renverse la monarchie et proclame la république, il est soutenu par toute l'opposition, dont le PDK. Mais le régime de Kassem se durcit rapidement. Alors que le programme de son parti mentionne bien l'introduction d'une forme d'autonomie kurde, aucune mesure n'est prise dans ce sens. Bien au contraire, le gouvernement arme des groupes féodaux kurdes à son service pour attaquer les permanences du PDK. Ibrahim Admed, secrétaire général du parti et rédacteur en chef de la revue Xebat est traduit en justice, pour « incitation à la haine entre les citoyens ». Président du PDK, Mustafa Barzanî quitte Bagdad pour retourner à Barzan se mettre à l'abri. Entre le 9 et le 13 septembre 1961, le gouvernement bombarde plusieurs villes et villages du Kurdistan. 
Le bureau politique du PDK se réunit et décide d'organiser la défense du peuple kurde. Il pose les bases d'une Armée révolutionnaire du Kurdistan et lance la lutte armée. L'objectif est toujours pourtant modéré: une autonomie kurde dans un Irak démocratique. Kassem, qui a sous-estimé les capacités militaires des combattants kurdes, et doit avouer de nombreuses défaites.

#### L'arrivée au pouvoir du Baas (1963)
C'est le Baas, ennemi à la fois du mouvement kurde et du parti communiste, qui parvient à tirer le plus grand profit de la situation. Le 8 février 1963, les officiers baasistes renversent Kassem et prennent le pouvoir. Le nouveau premier ministre, Ahmed Hassan Al-Bakr, et le nouveau président, Abdul Salam Aref, proclament d'abord un cessez-le-feu avec le mouvement kurde. mais celui-ci est de courte durée. Le 10 juin 1963, la guerre reprend : à Souleimaniye, 280 personnes sont massacrées et jetées dans une fosse commune. A Kerkouk, un programme d'arabisation et d'expulsion des Kurdes récalcitrants est enclenché. Pourtant, l'armée irakienne ne vient pas à bout de la résistance kurde, malgré le soutien de renforts baasistes syriens.
Le 18 novembre 1963, le maréchal et président de la république Abdul Salam Aref, qui est un allié du Baas sans en être membre, renvoie son premier ministre et écarte tous les ministres baasistes. Le 10 février 1964, il conclut un cessez-le-feu avec Barzani, qui marque la fin de la « seconde guerre kurde d'Irak ».
Pourtant, le 4 mars 1965, la guerre recommence par une offensive du printemps. Aref décède dans un accident d’hélicoptère. Son frère, le général Abdul Rahman lui succède et poursuit la guerre au Kurdistan. Les combats durent jusqu'au 15 juin 1966, où les forces irakiennes essuient une piteuse défaite à Hendrin. Un cessez-le-feu est alors proclamé..

#### La révolution baasiste du 17 juillet (1968)
Mais, le 17 juillet 1968, le Baas reprend le pouvoir par un nouveau putsch militaire. Ahmed Hassan Al-Bakr devient cette fois le nouveau président, et son premier ministre est Sadam Huseyin. En avril 1969, le Baas déclenche une nouvelle opération militaire pour écraser le mouvement kurde. De violents combats ont lieu dans la plain d'Erbil, pendant que dans la région de Kirkouk, de nombreux paysans kurdes sont massacrés. Malgré ces épisodes sanguinaires, Al-Bakr entreprend des pourparlers avec Barzanî, qui aboutissent à l'accord du 11 mars 1970. Cet accord prévoit une certaine autonomie du Kurdistan.  
Cependant, ils sont bafoués et les Peshmerga reprennent leur lutte en 1974. Après la mort de son père en 1979, Massoud Barzani prend la tête du parti. En pleine guerre Iran-Irak, le parti et son frère-ennemi l'UPK tentent de continuer leur lutte en s'alliant avec l'Iran, en considérant le célèbre dicton "L'ennemi de mon ennemi est mon ami". Le peuple kurde en paya les conséquences : le 16 mars 1988, à la fin de la guerre, Halabja, un village kurde, fut gazé par l'aviation irakienne. Bilan: plus de 5 000 morts sur le coup[réf. nécessaire].
Les alliances précaires du PDK avec des partenaires peu fiables lui ont couté une partie de son crédit. Le PDK perdit le soutien d'une grande partie de la gauche arabe après avoir envisagé de se battre aux côtés de l'armée israélienne lors de la guerre d'Octobre (1973). En 1975,  les peshmergas, acculés par les troupes irakiennes, attendirent vainement l'aide promise par Washington, qui jusque-là avait trouvé en eux un allié efficace pour faire face à l'influence soviétique dans la région. La donne venait de changer : le chah d'Iran et Saddam Hussein signaient un accord de paix, Téhéran abandonnait les kurdes irakiens à leur sort et Washington lorgnait les grands projets de développement lancés par Bagdad. Les Kurdes avaient perdu leur utilité.
Toutefois, en 1991, les deux partis ennemis kurdes profitent de la guerre du Golfe pour obtenir le statut autonome du Kurdistan. 
La guerre contre le régime irakien s'étant atténuée, une guerre civile éclata, opposant les partisans du PDK et ceux de l'UPK. 
Le PDK s'allie au gouvernement de Saddam Hussein dans les années 1990.

### Lutte contre le Parti des travailleurs du Kurdistan
Les relations avec le Parti des travailleurs du Kurdistan, qui installe des camps au Kurdistan irakien à proximité de la frontière turque depuis 1983, deviennent très tôt problématiques. Alors qu'au cours des années 1980, un modus vivendi s'était installé bon mal an, ces rapports se dégradent totalement à partir du 5 octobre 1992, quand les forces du PDK et de l'UPK de Jalal Talabanî attaquent les camps du PKK situés près de Zakho, autour de Haftanine, et dans la région de Hakourkê, au confluent stratégique des trois frontières. La Turquie intervient dès le lendemain pour apporter aux « pechmergas » un soutien, d'abord aérien, puis aussi terrestre : 20 000 hommes et 50 chars de l'armée turque pénètrent à l’intérieur de l’Irak, tandis que près de 100 000 autres sont massés le long de la frontière. Le 22 octobre 1992, l’armée turque lance une nouvelle opération combinée aéro-terrestre contre Haftanine. Le 27 octobre, un haut commandant du PKK, Osman Ocalan, signe un accord de paix avec Massoud Barzani et Jelal Talabani, acceptant leurs conditions. Cela n’empêche pas l’armée turque de lancer une nouvelle opération, le 29 octobre, soit deux jours après le cessez-le-feu.
Le fond du problème est l’opposition radicale de deux visions contradictoires de la stratégie kurde. Chacun estime conduire une étape historique du mouvement kurde. Pour les dirigeants du PKK, le gouvernement kurde d’Erbil n’est pas un gouvernement légitime qui représente la population. Pour eux, c'est au Kurdistan de Turquie que la lutte est la plus avancée. De leur côté, le PDK et l’UPK irakiens estime que les activités du PKK mettent leurs acquis en danger. Selon eux, les Kurdes jouissent enfin d'un soutien international, que le PKK risque de faire perdre. Selon eux, ce n'est pas au Kurdistan turc, mais bien au Kurdistan irakien que la lutte des Kurdes est la plus avancée. Ils considèrent, dans leur stratégie, qu'il leur est nécessaire de développer de bonnes relations avec la Turquie.

## Situation actuelle
Le parti est dirigé par Massoud Barzani, actuel président du Kurdistan. Le PDK dispose d'une agence de renseignement, le Parastin, depuis 1965.
Le PDK contrôle les deux tiers nord du Kurdistan irakien, le tiers sud étant contrôlé par l'Union patriotique du Kurdistan de Jalal Talabani. Dans les faits les deux partis sont aujourd'hui alliés et contrôlent ensemble la région.
Dans les années 1970 et ce jusqu'à sa prise de contrôle par le Parti des travailleurs du Kurdistan (PKK), le Nord du Kurdistan soutenait fortement le PDK et Barzani. Ainsi, un grand nombre de peshmerga sous le commandement de Barzani étaient originaires du Nord. De même, le PDK disposait de bases arrière dans le Nord, notamment dans la province de Colemerg (en turc : Hakkari).
À partir de 2008, le gouvernement turc de Recep Tayyip Erdoğan met en place un partenariat avec le PDK de Massoud Barzani. L’objectif principal étant de neutraliser les bases arrière de la guérilla du PKK. Pour le PDK ce rapprochement avec la Turquie est un moyen de s’émanciper du gouvernement fédéral de Bagdad. Il lui permet aussi de se renforcer et de contrer l’Union patriotique du Kurdistan (UPK).
En 2014, le PDK se retire de ses positions dans la région des Monts Sinjar, où vit une forte concentration de populations Yézidis, abandonnant ces dernières au groupe État islamique. Le PKK et les YPG interviennent et établissent un « corridor humanitaire » pour permettre l'évacuation vers la Syrie des Yézidis, et finalement reprennent la région. En 2016 et 2017 des attaques ponctuelles du PDK contre des milices yézidis sont rapportées. Toutefois, selon le chercheur Matthew Barber, ces attaques n'auraient pas de motivations religieuses ou ethniques mais viseraient plutôt à contrôler politiquement des populations réticentes à l'influence du PDK. 
L'essor politique du Rojava à partir de 2012 a inquiété les dirigeants du PDK, du fait de la proximité du PYD (Parti de l'union démocratique, principale représentation politique des Kurdes de Syrie) avec le PKK. Les dirigeants du PDK n'ont pas hésité à traiter ouvertement de khmers rouges les responsables kurdes syriens. 
Dans les villages chrétiens, le PDK destitue les autorités élues pour les remplacer par des membres du parti.